# دوفر (نيوجيرسي)
دوفر (بالإنجليزية: Dover town, New Jersey)‏ هي بلدة تقع بولاية نيوجيرسي في الولايات المتحدة. تبلغ مساحتها 7.06 كم2، وترتفع عن سطح البحر 170.07840000000002 م، بلغ عدد سكانها 18,157 نسمة في عام 2010 حسب إحصاء مكتب تعداد الولايات المتحدة وتصل الكثافة السكانية فيها 2,571.8 نسمة لكل كيلومتر مربع (6,660.9/ميل2).

## التركيبة السكانية
حدّد مكتب تعداد الولايات المتحدة بيانات التركيبة السكانية لدوفر في تعداد الولايات المتحدة. في ما يلي، التركيبة السكانية حسب تعدادي 2000 و2010.

### تعداد عام 2000
بلغ عدد سكان دوفر 18,188 نسمة بحسب تعداد عام 2000، وبلغ عدد الأسر 5,436 أسرة وعدد العائلات 3,918 عائلة مقيمة في البلدة. في حين سجلت الكثافة السكانية 2,576.2 نسمة لكل كيلومتر مربع (6,672.3/ميل2). وبلغ عدد الوحدات السكنية 5,568 وحدة بمتوسط كثافة قدره 788.7 لكل كيلومتر مربع (2,042.7/ميل2).
وتوزع التركيب العرقي للبلدة بنسبة 69.45% من البيض و6.83% من الأمريكيين الأفارقة و0.34% من الأمريكيين الأصليين و2.47% من الأمريكيين ذوي الأصول الآسيوية و0.03% من سكان جزر المحيط الهادئ و15.99% من الأعراق الأخرى و4.89% من عرقين مختلطين أو أكثر و57.94% من الهسبانيون أو اللاتينيون من أي عرق.
بلغ عدد الأسر 5,436 أسرة كانت نسبة 41.2% منها لديها أطفال تحت سن الثامنة عشر تعيش معهم، وبلغت نسبة الأزواج القاطنين مع بعضهم البعض 50.2% من أصل المجموع الكلي للأسر، ونسبة 13.5% من الأسر كان لديها معيلات من الإناث دون وجود شريك، بينما كانت نسبة 8.4% من الأسر لديها معيلون من الذكور دون وجود شريكة وكانت نسبة 27.9% من غير العائلات. تألفت نسبة 21.3% من أصل جميع الأسر من عدة أفراد يعيشون في نفس المنزل ونسبة 8.7% كانت تتألف من شخص يعيش بمفرده يبلغ من العمر 65 عاماً أو أكثر. وبلغ متوسط حجم الأسرة المعيشية 3.29، أما متوسط حجم العائلات فبلغ 3.55.
بلغ العمر الوسطي للسكان 33.7 عاماً. وكانت نسبة 23.1% من القاطنين تحت سن الثامنة عشر، وكانت نسبة 10.5% بين الثامنة عشر والرابعة والعشرين عاماً، ونسبة 35.8% كانت واقعةً في الفئة العمرية ما بين الخامسة والعشرين والرابعة والأربعين عاماً، ونسبة 19.5% كانت ما بين الخامسة والأربعين والرابعة والستين، ونسبة 9.2% كانت ضمن فئة الخامسة والستين عاماً فما فوق. يوجد لكل 100 أنثى 107.2 ذكر، ويوجد لكل 100 أنثى في الثامنة عشر من عمرها فما فوق 107.7 ذكر.
بلغ متوسط دخل الأسرة في البلدة 53,423 دولارًا، أما متوسط دخل العائلة فبلغ 57,141 دولارًا. وكان متوسط دخل الذكور 31,320 دولارًا مقابل 27,413 دولارًا للإناث. وسجل دخل الفرد الخاص بالبلدة 18,056 دولارًا. وكانت نسبة 8.2% من العائلات ونسبة 13.4% من السكان تحت خط الفقر، وكان من هؤلاء نسبة 15.8% تحت سن الثامنة عشر ونسبة 7.1% في الخامسة والستين من العمر وما فوق.

### تعداد عام 2010
بلغ عدد سكان دوفر 18,157 نسمة بحسب تعداد عام 2010، وبلغ عدد الأسر 5,562 أسرة وعدد العائلات 3,877 عائلة مقيمة في البلدة. في حين سجلت الكثافة السكانية 2,571.8 نسمة لكل كيلومتر مربع (6,660.9/ميل2). وبلغ عدد الوحدات السكنية 5,783 وحدة بمتوسط كثافة قدره 819.1 لكل كيلومتر مربع (2,121.5/ميل2).
وتوزع التركيب العرقي للبلدة بنسبة 66.55% من البيض و6.10% من الأمريكيين الأفارقة و0.63% من الأمريكيين الأصليين و2.54% من الأمريكيين ذوي الأصول الآسيوية و0.05% من سكان جزر المحيط الهادئ و19.88% من الأعراق الأخرى و4.25% من عرقين مختلطين أو أكثر و69.38% من الهسبانيون أو اللاتينيون من أي عرق.
بلغ عدد الأسر 5,562 أسرة كانت نسبة 39% منها لديها أطفال تحت سن الثامنة عشر تعيش معهم، وبلغت نسبة الأزواج القاطنين مع بعضهم البعض 43.6% من أصل المجموع الكلي للأسر، ونسبة 15.7% من الأسر كان لديها معيلات من الإناث دون وجود شريك، بينما كانت نسبة 10.5% من الأسر لديها معيلون من الذكور دون وجود شريكة وكانت نسبة 30.3% من غير العائلات. تألفت نسبة 22.6% من أصل جميع الأسر من عدة أفراد يعيشون في نفس المنزل ونسبة 9.5% كانت تتألف من شخص يعيش بمفرده يبلغ من العمر 65 عاماً أو أكثر. وبلغ متوسط حجم الأسرة المعيشية 3.21، أما متوسط حجم العائلات فبلغ 3.54.
بلغ العمر الوسطي للسكان 35.5 عاماً. وكانت نسبة 21.6% من القاطنين تحت سن الثامنة عشر، وكانت نسبة 10.5% بين الثامنة عشر والرابعة والعشرين عاماً، ونسبة 32.8% كانت واقعةً في الفئة العمرية ما بين الخامسة والعشرين والرابعة والأربعين عاماً، ونسبة 24.5% كانت ما بين الخامسة والأربعين والرابعة والستين، ونسبة 10.5% كانت ضمن فئة الخامسة والستين عاماً فما فوق. وتوزع التركيب الجنسي للسكان بنسبة 52.6% ذكور و47.4% إناث.

## وصلات خارجية
- الموقع الرسمي